# David Unaipon

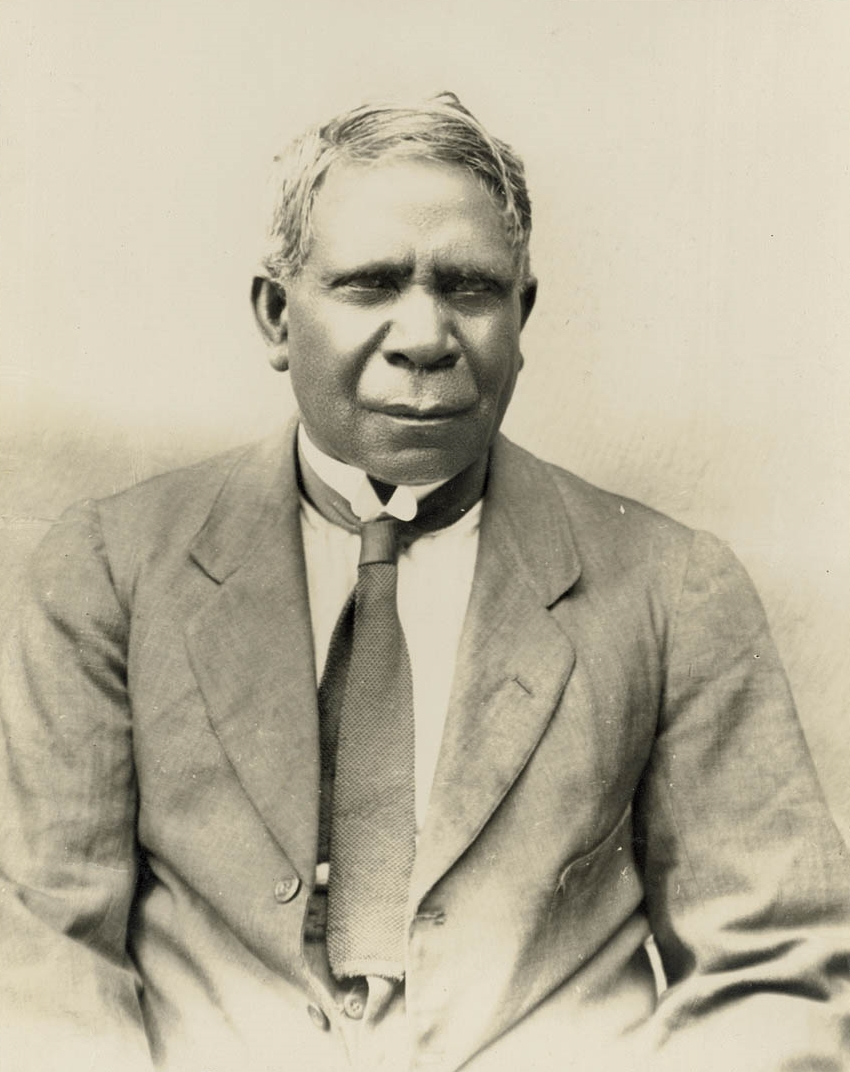
David Unaipon

David Unaipon (* 28. September 1872 in Raukkan am Point Mcleay in der Nähe des Murray River; † 7. Februar 1967 in Tailem Bend) war ein Aborigine vom Ngarrindjeri-Stamm, ein Erfinder, Schriftsteller und politischer Aktivist und Redner für die Rechte der Aborigines. Er war der erste Aborigine, der ein Buch schrieb und veröffentlichte. Sein Porträt befindet sich seit 1995 auf der 50-Dollar-Note Australiens.

## Leben
Unaipon untersuchte und bemühte sich um die Verbesserung der Gesundheitsversorgung der Aborigines und wies die australische Regierung auf ihre Verantwortung für das Leben der Aborigines hin. Er war mit Katherine Carter, einer Frau des Tangani-Stammes, verheiratet. Er kehrte im hohen Alter an seinen Geburtsort zurück und starb im Tailem-Bend-Hospital am 7. Februar 1967. Er wurde auf dem Friedhof der Raukkan-Missionsstation beerdigt. Nach ihm ist der FAW Patricia Weickhardt Award seit 1985 benannt. Seit dem Jahre 1988 vergibt die University of Queensland den David Unaipon Award, ebenso einen Preis für herausragende Schriftsteller der Aborigines.

## Werk
Seine bekanntesten Bücher, die er veröffentlichte, waren Aboriginal Legends im Jahre 1927, Native Legends im Jahre 1929 und Myths and Legends of the Australian Aboriginals von 1930, das nicht unter seinem Namen und ohne seine Erlaubnis veröffentlicht wurde. Er verfasste zahlreiche Artikel in Zeitschriften und Magazinen, wie im Sydney Daily Telegraph, über die Traditionen und Rechte der Aborigines. Weitere seiner Schriften wurden noch nicht veröffentlicht. Sie ruhen zum Teil in den Magazinen der Mitchell Library (Staatsbibliothek) von New South Wales.
Er hielt mehrere Patente, davon eines seit 1909 für eine elektrische Schafschere. Er konnte aufgrund finanzieller Nöte seine Patente nicht wirtschaftlich verwerten und wurde als der Leonardo Australiens bezeichnet, da er mit dem Bumerang experimentierte und mittels dieses Drehprinzips wie Leonardo da Vinci einen flugfähigen Hubschrauber entwickeln wollte.

## 50-Dollar-Note

Abbildung von Unaipon auf der 50-Dollar-Note

Die Familie von Unaipon weist darauf hin, dass die Bundesbank von Australien sein Porträt ohne Erlaubnis der Familie auf der 50-Dollar-Note abdruckte.